# شبكة ذرية

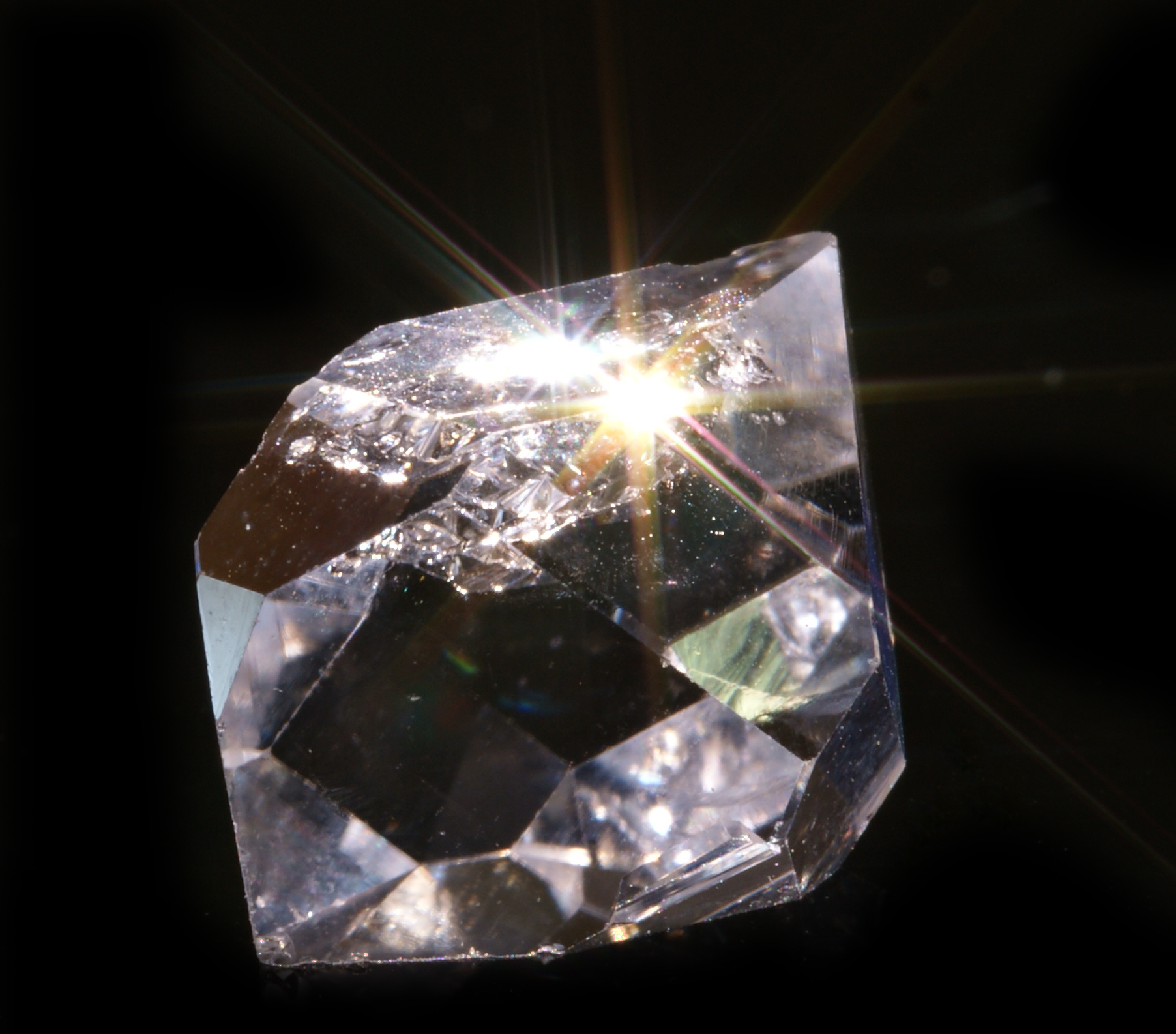

الشبكة الذرية في الأجسام الصلبة (أو الجسم الصلب المشبّك) هي شبكة بلورية من الذرات المرتبطة مع بعضها برابطة تساهمية على شكل شبكة مستمرة ممتدة على أبعاد المادة. لا يوجد في الشبكة البلورية جزيئات منفصلة، إذ أن الجسم البلوري أو اللابلوري في هذه الحالة يعتبر جزيء ضخم ككل.
للتعبير عن هذه المواد بصيغ كيميائية في هذه الحالة تستخدم أبسط نسبة من الذرات المكونة والمعبر عنها بمفهوم وحدة الصيغة، كما هو الحال في المركبات الأيونية.
من الأمثلة على ذلك الكربون C في شكليه المتآصلين من الألماس والغرافيت. من الأمثلة الأخرى شبكة ثنائي أكسيد السيليكون SiO2 المستمرة ثلاثية الأبعاد في الكوارتز.
تعتمد الخواص الفيزيائية على البنية البلورية للشبكة الذرية وعلى طبيعة الرابطة، فعلى سبيل المثال تتفاوت الناقلية الكهربائية في الألماس والغرافيت، لأن الألماس لا يحوي على إلكترونات حرة بسبب الارتباط ثلاثي الأبعاد برابطة من النمط سيغما، فلذلك لا يكون ناقل جيد للكهرباء. بالمقابل تساعد البنية الطبقية وروابط باي في الغرافيت على وجود إلكترونات حرة، وبالتالي على الناقلية الكهربائية لهذه المادة.

## أمثلة
نتريد البورون (BN)
الألماس (كربون)
مرو (معدن) (SiO2)
ثنائي بوريد الالرينيوم (ReB2) (Rhenium diboride)
مركب كربيد السيليكون(SiC)
سيليكون (Si)
جرمانيوم(Ge)
نتريد الألومنيوم (AlN)

## اقرأ أيضاً
- بنية بلورية